# Padenia cupreifascia
Padenia cupreifascia är en fjärilsart som beskrevs av Rothschild 1912. Padenia cupreifascia ingår i släktet Padenia och familjen björnspinnare. Inga underarter finns listade i Catalogue of Life.